# Consell Valencià de Cultura
El Consell Valencià de Cultura (CVC) és una institució consultiva i assessora de la Generalitat Valenciana en les matèries específiques referents a la cultura valenciana, amb la missió de vetllar per la defensa i la promoció dels valors lingüístics i culturals propis de la Comunitat. Està format per 21 membres nomenats a proposta dels diferents partits polítics representats a les Corts Valencianes.
Preceptivament és consultat per altres institucions de l'administració en la incoació d'expedients referents al patrimoni cultural valencià. Però igualment pot ser consultat de manera no preceptiva per les mateixes institucions, o també fer-los arribar les seues recomanacions, a iniciativa pròpia o assumint demandes d'entitats o individus civils.
Per tant, actua per mitjà d'informes i dictàmens (sol·licitats per les administracions) i d'informes no sol·licitats elevats en forma de recomanacions, tots ells elaborats per les seues comissions informatives o per ponències puntuals i aprovats i assumits col·legiadament pel plenari de la institució.
L'acció pública del Consell Valencià de Cultura es concreta, a més, en l'organització de jornades d'estudi de diversos aspectes de la cultura valenciana, i en les seues publicacions divulgatives o d'ajuda a la investigació. La seua seu des de l'any 2002 és el Palau de Forcalló, al barri del Carme de València.

## Membres actuals[2]
- José María Lozano Velasco (president)
- Jesús Huguet Pascual (secretari executiu)

### Vocals
- Dolors Pedrós Company
- Vicent Torrent Centelles
- Josefa Frau Ribes
- Vicente González Móstoles
- Irene Ballester Buigues
- Amparo Carbonell Tatay
- Ascensió Figueres Górriz
- Xavier Aliaga Víllora
- Begoña Martínez Deltell
- Gerardo Muñoz Lorente
- José Vicente Navarro Raga
- Maribel Peris Muiños
- Rosana Pastor Muñoz
- Inmaculada Vidal Bernabé
- Núria Vizcarro Boix
- Ana Noguera Montagut

## Membres antics
| - Santiago Grisolía (1995-2022) - Vicente Buigues Carrió (1985 - 1986) - Lluís Guarner Pérez (1985 - 1986) - Jose Antonio Maravall Casesnoves (1985 - 1986) - Alberto Garcia Esteve (1985 - 1989) - Manuel Valdés Blasco (1985 - 1989) - Andreu Alfaro i Hernández (1985 - 1990) - Emili Giménez Julián (1985 - 1992) - José María López Piñero (1985 - 1992) - Francisco Lozano Sanchis (1985 - 1992) - Vicente Enrique i Tarancón (1985 - 1994) - Juan Gil-Albert (1985 - 1994) - Enric Llobregat i Conesa (1985 - 1995) - Pedro Vernia Martínez (1985 - 1995) - Vicente Aguilera Cerni (1985 - 1998) - Luis García Berlanga (1985 - 1998) - Rafael Ramos Fernández (1985 - 1998) - Leopoldo Peñarroja Torrejón (1985 - 2004) - José Pérez Gil (1987 - 1989) - Joan Fuster i Ortells (1987 - 1992) - Vicente Simó Santonja (1987 - 1995) - Tomàs Llorens Serra (1989 - 1990) - Germà Colón i Doménech (1989 - 1995) - Arcadi Garcia i Sanz (1989 - 1995) | - Ramir Reig i Armero (1989 - 1995) - Xavier Casp Vercher (1989 - 2002) - Vicent Lluís Montés i Penadés (1990 - 1995) - Justo Nieto Nieto (1990 - 1998) - Emili Beüt i Belenguer (1992 - 1993) - Francesc Michavila i Pitarch (1992 - 1996) - Amando Garcia Rodriguez (1992 - 1998) - Josep Boronat Gisbert (1992 - 2002) - Pilar Faus Sevilla (1994 - 1998) - Emili J. Marín i Soriano (1994 - 1998) - Manuel Bas Carbonell (1995 - 2002) - Amadeu Fabregat Mañes (1995 - 2002) - Ferran Torrent i Llorca (1995 - 2002) - Jordi García Candau (1996 - 1998) - Juan Antonio Reig i Pla (1998 - 1998) - Joaquín Calomarde Gramage (1998 - 2000) - Enedina Lloris i Camps (1998 - 2000) - Rosa Serrano Llàcer (1998 - 2002) - Manuel Muñoz Ibáñez (1998 - 2004) - Fernando Vizcaíno Casas (2002 - 2003) - Juan Ferrando Badía (2002 - 2007) - Eduardo Primo Yúfera (2002 - 2007) - Vicent Àlvarez i Rubio (1998 - 2011) | - Ramon Lapiedra Civera (1998 - 2011) - Juan Antonio Montesinos García (2002 - 2011) - Isabel Morant Deusa (2004 - 2011) - Carmen Morenilla Talens (1998 - 2011) - José Morera Buelti (1995 - 2011) - Isabel Ríos García (2002 - 2011) - Rosa Mª Rodríguez Magda (2000 - 2011) - Manuel Sanchis-Guarner Cabanilles (1998 - 2011) - Carles Santos Ventura (2012-2013) - Ricard Bellveser Icardo - Manuel Ángel Conejero-Tomás Dionís-Bayer - Vicente Farnós de los Santos - Vicente Ferrero Molina - Enrique García Asensio - Glòria Marcos i Martí - Enric Lluch Girbés - Vicente Muñoz Puelles - Francisco Pérez Puche - Consuelo Císcar Casaban - Soledad Giménez Muñoz - Martín Quirós Palau - Luis Prades Perona |

### Presidents
- Juan Gil-Albert Simón (1985 - 1994)
- Vicente Aguilera Cerni (1994 - 1996)
- Santiago Grisolía García (1996 - 2022)